# Cydamus
Cydamus is een geslacht van wantsen uit de familie van de Alydidae (Kromsprietwantsen). Het geslacht werd voor het eerst wetenschappelijk beschreven door Stål in 1860.

## Soorten
Het genus bevat de volgende soorten:

- Cydamus abditus Van Duzee, 1925
- Cydamus adspersipes Stål, 1860
- Cydamus bolivianus Kormilev, 1953
- Cydamus borealis Distant, 1881
- Cydamus celeripes (Berg, 1883)
- Cydamus deauratus Distant, 1893
- Cydamus delpontei Kormilev, 1953
- Cydamus femoralis Stål, 1860
- Cydamus inauratus Distant, 1893
- Cydamus kormilevi Schaefer, 1996
- Cydamus lizeri Kormilev, 1953
- Cydamus minor Kormilev, 1953
- Cydamus picticeps (Stål, 1859)
- Cydamus robustus Scudder, 1890
- Cydamus seai Kormilev, 1953
- Cydamus trispinosus (De Geer, 1773)